# Куртейль, Никола де
Никола де Куртейль, корректнее Николя де Куртей (фр. Nicolas de Courteille; 1768, Париж — 1830) — французский и русский художник, академик живописи.

## Биография
Родился в 1768 году в Париже.

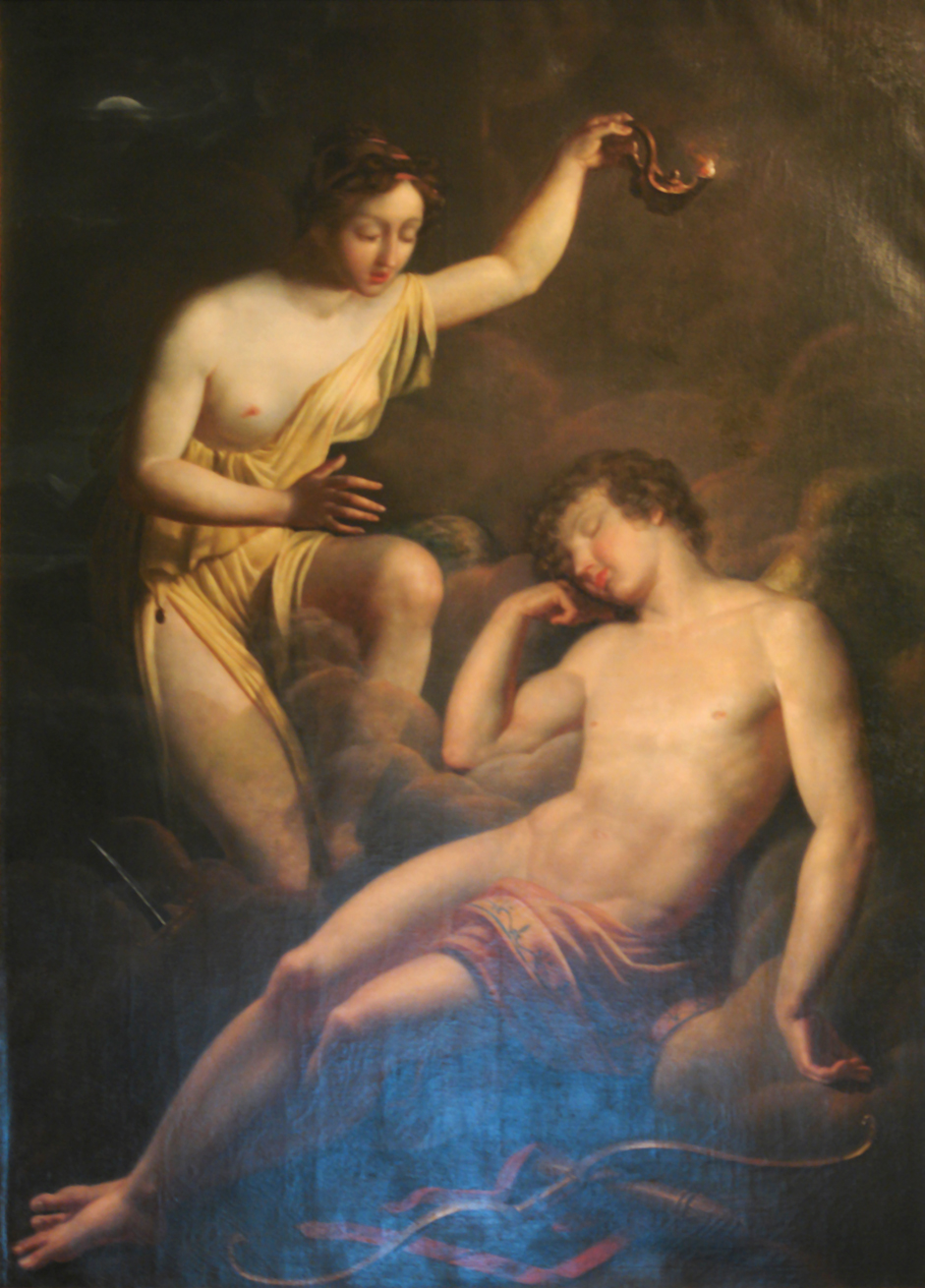
Амур и Психея, не ранее 1830. Михайловский замок (Русский музей)

С 1784 года учился в Королевской Академии живописи и скульптуры у Симона Жюльена; выставлял свои произведения в парижском Салоне. Писал портреты, исторические картины, жанровые сцены. По своему стилю близок творчеству Пьера Прюдона.
В 1802 году бежал в Россию, а в 1806 принял русское подданство. В 1811 году за картину «Амур и Психея» получил звание «назначенного» в Императорской Академии художеств, а в 1813 году за картину «Филоклет, оставленный на острове Лемносе» — звание академика живописи.
В 1811—1817 годах писал картины для Петергофских дворцов («Кузница Сестрорецкого завода» и другие). В 1820 году был приглашён Н. Б. Юсуповым в Архангельское для росписи стен дворца и остался там на постоянное жительство. Обучал рисунку и живописи акварелью детей крепостных, которых готовили для работы на «фарфоровом заведении» князя Юсупова .
Умер в России около 1830 года.